# Новогебридский жёлоб
Новогебри́дский жёлоб (англ. New Hebrides Trench) — глубоководный жёлоб в юго-западной части Тихого океана.
Профиль впадины V-образный, поперечный, она огибает с запада и юга острова Новые Гебриды и имеет длину около 2000 км. Неширокое, местами плоское дно разделено на части порогами. Максимальная глубина 9165 м.